# Reset Generation
Reset Generation (également connu sous son nom de projet Project White Rock) est un jeu vidéo de stratégie au tour par tour développé par RedLynx et édité par Nokia, sorti en 2008 sur Navigateur web, Windows et N-Gage 2.0. Il est cité dans Les 1001 jeux vidéo auxquels il faut avoir joué dans sa vie.

## Accueil
- Eurogamer : 8/10[1]